# Rudolf Chmel
Rudolf Chmel (ejtsd: hmel, Plzeň, Csehszlovákia, ma Csehország, 1939. február 11. –) szlovák író, irodalomtörténész, hungarológus, publicista, politikus. Kezdetben tudományos pályafutást folytatott és egyetemi oktatóként dolgozott. Kutatási területe a szlovák és a magyar irodalomtörténet, valamint a magyar-szlovák kulturális és irodalom kapcsolatok. 1982 és 1990 között a Csehszlovák Írószövetség főtitkára, majd 1992-ig Csehszlovákia utolsó budapesti nagykövete. 2002 és 2005 között, valamint 2006-ban Szlovákia kulturális minisztere, 2010 és 2012 között emberi jogi és kisebbségügyi miniszterelnök-helyettese. 2009 és 2014 között a Most–Híd párt alapító alelnöke. Több cikluson keresztül a Szlovák Nemzeti Tanács képviselője.

## Életpályája
Rudolf Chmel a mai Csehország területén lévő Plzeňben született, 1941-ben költözött családjával Szlovákiába. 1956-ban Poprádon érettségizett. 1957-től a pozsonyi Comenius Egyetemen tanult szlovák-orosz szakon, ahol 1961-ben diplomázott. 1961 és 1964 között a Szlovák Tudományos Akadémia Szlovák Irodalmi Intézete, majd 1973-ig a Nyelv- és Világirodalmi Intézete, ezt követően 1982-ig az Irodalomtudományi Intézet tudományos munkatársa volt. 1982-ben a Csehszlovák Írószövetség titkárává választották. Tisztségét 1989-ig töltötte be, ekkor a Szlovák Tudományos Akadémia Irodalomtudományi Intézete igazgatójává nevezték ki. 1988 és 1989 között a Slovenské pohľady (Szlovák tekintetek) című folyóirat főszerkesztője volt. 1967-ben védte meg kandidátusi, 1993-ban akadémiai doktori értekezését. Szintén 1993-tól a pozsonyi Comenius Egyetem magyar nyelv és irodalom tanszékének vezetője egyetemi docensi beosztásban. Ugyanebben az évben a szlovák Open Society Foundation alapító elnöke lett, itt 2000-ig dolgozott. Emellett 1996 és 2006 között a prágai Károly Egyetem vendégoktatója volt. 2006 és 2011 között a Szláv és Kelet-Európai Intézet igazgatója volt. Ezenkívül 1993 és 1995 között a Független Írók Klubjának elnöke volt, valamint 1993-tól több éven át a Szlovákiai Értelmiségi Fórum szóvivője.
Rudolf Chmel nős, házasságából négy gyermeke született. A cseh, szlovák, lengyel, német és orosz mellett magyarul is beszél.

### Politikai pályafutása
A szocialista rendszer bukása után, 1990-ben Csehszlovákia budapesti nagykövetévé nevezték ki. Tisztségét 1992-ig, azaz Csehszlovákia felbomlásáig viselte. Többéves civilszervezeti tevékenysége után 2000-ben Rudolf Schuster köztársasági elnöke egyik tanácsadója lett, majd Az Új Polgár Szövetsége (ANO) színeiben 2002-ben választották először a szlovák országgyűlés képviselőjévé. A párt a Mikuláš Dzurinda vezette kormánykoalíció tagjává vált és Chmelt jelölte kulturális miniszternek. Két és fél év után, 2005 májusában távozott a minisztériumból, majd utódja, František Tóth lemondása után, 2006 áprilisa és júliusa között ismét betöltötte a kulturális miniszteri pozíciót. A 2006-os parlamenti választáson ismét képviselővé választották, azonban a kormánykoalíció alulmaradt az ellenzéki Robert Fico vezette Smerrel szemben, így ellenzéki képviselőként folytatta munkáját.
2009-ben kilépett az ANO-ból és az újonnan alakult Most–Híd párthoz csatlakozott, amelynek alapító alelnökévé választották. A 2010-es parlamenti választáson ismét mandátumot szerzett, immár a Híd képviselőjeként. Az Iveta Radičová vezette jobboldali kormánykoalícióban kinevezték a kormány emberi jogi és kisebbségügyi miniszterelnök-helyettesévé, amelyet a kormány 2012-es felbomlásáig viselt. Ebben az időszakban számos magyar, ruszin és roma kisebbséget érintő kulturális és finanszírozási kérdéssel foglalkozott. A 2012-es választáson ismét parlamenti képviselővé választották, ezzel a Nemzeti Tanács korelnökévé is vált. A 2014-es európai parlamenti választás után lemondott a Most–Híd alelnöki pozíciójáról, de továbbra is az elnökség tagja maradt.

## Díjai, elismerései
- Kisebbségekért díj (1996)
- Ľudovít Štur-aranyérem (1999)
- Jó Szomszédság és Megértés díj (2009)

## Magyarul megjelent művei
- Két irodalom kapcsolatai. Tanulmányok a szlovák-magyar irodalmi kapcsolatok köréből (ford. Zsilka Tibor; Gondolat, 1980)
- A szlovákkérdés a 20. században. (szerkesztő, Kalligram, 1996) Visegrádi könyvek. ISBN 80-7149-117-9
- Nagykövet voltam Magyarországon. Cseh-Szlovákia utolsó magyarországi nagykövetének feljegyzéseiből (ford. Grendel Ágota, O. Bertha Mária; Kalligram, 1997) ISBN 80-7149-176-4
- Egy érzelmes (közép-) európai (ford. Földes Zsuzsanna; Kalligram, 2008) ISBN 9788081010187
- A szlovák-magyar önismeret könyve (Kalligram, 2008)[5]
- Jelen és történelem. Az etnokráciától a demokráciáig és vissza (ford. Földes Zsuzsanna, Görözdi Judit, György Norbert; Kalligram, 2014) ISBN 9788081017551
- A szlovákkérdés ma; összeáll., előszó Rudolf Chmel; Kalligram, Pozsony, 2016
- 80 éves szlovák görcsoldó. Rudolf Chmel magyar-breviáriuma; vál., ford. Käfer István; Cédrus Művészeti Alapítvány, Bp., 2019
- Volt egyszer egy kiadó... A Kalligram negyedszázada 1991–2016; összeáll. Rudolf Chmel; Pesti Kalligram, Bp., 2020